# 트리샤 노블

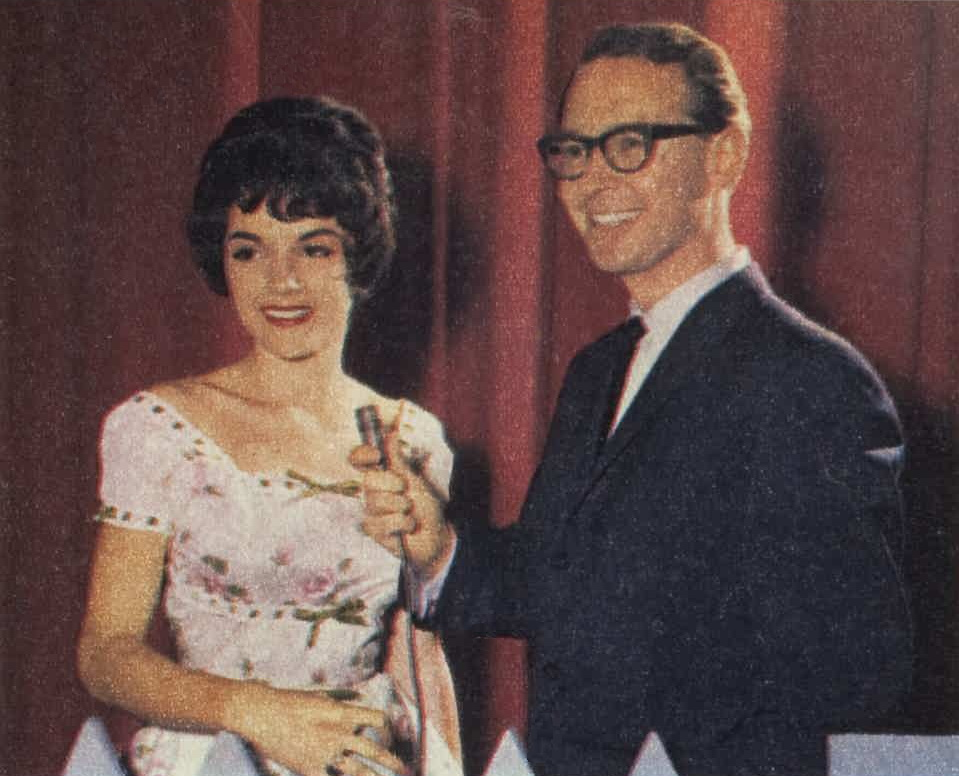

트리샤 노블(Trisha Noble, 1944년 2월 3일 ~ )은 오스트레일리아의 배우, 가수이다.

## 영화
- 스타워즈 에피소드 3 - 시스의 복수 (2005년)
- 금발의 여인 (2001년)
- 올 세인츠 (1998년)
- 프라이벗 아이스 (1980년)
- 불타는 서부 - 78년 시리즈 (1978년)
- 캠핑 소동 (1969년)
- 리브 잇 업! (1964년) - 본인 역
- Z 카스 (1962년)